# Обоабона, Годфри
Го́дфри Ита́ма Обоабо́на (англ. Godfrey Itama Oboabona; род. 16 сентября 1990 или 16 августа 1990, Акуре) — нигерийский футболист, защитник. Выступал в сборной Нигерии. Обладатель Кубка африканских наций 2013 года.

## Карьера

### Клубная
Обоабона родился в Акуре и начал свою профессиональную карьеру с местного клуба «Саншайн Старз». В августе 2013 года он был на просмотре у английского «Арсенала», но в конце этого месяца подписал контракт с турецким «Ризеспор» на 4 года. В 2017 году выступал за саудовский клуб «Аль-Ахли» (Джидда).
В феврале 2020 года присоединился к клубу «Динамо» (Батуми).

### Сборная
Годфри дебютировал за сборную Нигерия в 2012 году. Со сборной играл в квалификационных матчах чемпионата мира. Был включён в список 23-футболистов Нигерии на Кубок африканских наций 2013, Кубок конфедераций 2013 и Чемпионат мира по футболу 2014.